# ماتریس وقوع
ماتریس وقوع عنوان ماتریسی است که برای توصیف توپولوژی یک گراف استفاده می‌شود. درایه‌های این ماتریس همگی صفر یا یک هستند. هر سطر این ماتریس معرف یک رأس و هر ستون آن معرف یک یال در گراف متناظر است. عدد داریهٔ i و j برابر ۱ خواهد بود اگر و تنها اگر رأس iام بر یال jام واقع شده باشد. در تعریف برخی از کتاب‌ها از ماتریس وقوع، جای سطرها و ستون‌ها عوض شده‌است و ماتریس حاصل ترانهادهٔ تعریف گفته‌شده در اینجا است. این ماتریس نخستین بار توسط گوستاو کیرشهف فیزیک‌دانِ آلمانی تعریف شد.

## مثال

یک گراف بی‌سو (غیرجهت‌دار)

ماتریس وقوع گراف بی‌سوی شکل سمت چپ به صورت زیر است:
{\displaystyle {\begin{pmatrix}1&1&1&0\\1&0&0&0\\0&1&0&1\\0&0&1&1\\\end{pmatrix}}}